# عبد الرحمن الدين
عبد الرحمن منير الديّن من مواليد 9 نوفمبر من العام 1990 مذيع وممثل ومغني من الكويت بدأ عمله منذ كان طفلاً لم يتجاوز عمره العشر سنوات  في عام 2001 عندما بدأ المشاركة بتقديم برنامج الأطفال الشهير تلفزيون الأطفال عبر شاشة تلفزيون الكويت ثم استمر بعدها بتقديم مجموعة كبيرة من البرامج التلفزيونية والاذاعية والتي استمر بتقديمها من خلال التلفزيون الكويتي الرسمي، بدأ مشوار التمثيل من خلال مسلسل جار القمر (مسلسل) إلى جانب نخبة من النجوم في عام 2013، ثم أصدر أول أغنية له بعنوان نقط.

## نشأته
ولد في الكويت عام 1990 لأم بحرينية وأب كويتي عاش مرحلة الطفولة والمراهقة في منطقة الروضة (الكويت) السكنية حتى قررت أسرته الانتقال إلى منزلهم الجديد بمنطقة العدان السكنية، له من الأخوة شقيقين وشقيقتين ترتيبه الرابع بينهم.
بعد أن أنهى دراسته الثانوية عام 2008، درس الإعلام في جامعة الكويت وتحديداً بكلية الآداب حتى حصل على ليسانس آداب عام 2013.
توظف في وزارة الإعلام بالكويت رسمياً عام 2013 كمقدم ومعدّ برامج في قطاع التلفزيون.

## الحياة الفنية

### الإعلام - وتقديم البرامج
بدأ مشواره في تقديم البرامج عام 2001 حين لم يتجاوز عمره التسعة أعوام في برنامج تلفزيون الأطفال الذي كان يقدمه مجموعة كبيرة من المذيعين أبرزهم نهى نبيل وأمل العوضي وشجون الهاجري ثم استمر بتقديمه حتى عام 2008 وانتقل بعدها لتقديم البرامج الشبابية واستمر ذلك حتى عام 2013، حيث بدأ مرحلة جديدة كانت مرتبطة بتقديمه لبرامج المنوعات والتي استمرت إلى يومنا هذا
| اسم البرنامج           | منذ           | حتى         | محطة العرض                      |
| ---------------------- | ------------- | ----------- | ------------------------------- |
| تلفزيون الأطفال        | 2001          | 2008        | تلفزيون الكويت                  |
| عيادي شوبيز            | عيد اضحى 2002 | ------      | تلفزيون الكويت                  |
| كيس قرقيعان            | رمضان 2004    | رمضان 2007  | تلفزيون الكويت                  |
| سلم حية                | يوليو 2005    | سبتمبر 2005 | تلفزيون الكويت                  |
| عيد معانا              | عيد فطر 2006  | -----       | تلفزيون الكويت                  |
| شبابيك شبابية          | 2007          | 2008        | إذاعة الكويت                    |
| شباب q8                | 2008          | 2009        | تلفزيون الكويت                  |
| فرفش مع المسيلة        | 2010          | 2011        | تلفزيون الكويت                  |
| كافيه شبابي            | 2011          | 2015        | تلفزيون الكويت                  |
| القمندة                | 2013          | 2015        | كويت اف ام                      |
| السهرة                 | 2013          | 2015        | تلفزيون الكويت                  |
| سكوير                  | 2013          | 2014        | Ofm                             |
| مهرجان هلا فبراير 2014 | 2014          | -------     | تلفزيون الكويت - روتانا - وناسة |
| مهرجان فبراير الكويت   | 2015          | -------     | تلفزيون الكويت - روتانا - وناسة |
| سناب لاب14             | 2015          | ------      | تلفزيون الكويت                  |
| السيارة                | 2015          | ------      | كويت اف ام                      |
| دايركت                 | 2015          | 2016        | كويت اف ام                      |
| الدعوة عامة            | 2016          | -------     | كويت اف ام                      |
| هاشتاق                 | 2016          | 2017        | --------                        |
| مهرجان فبراير الكويت   | 2016          | -------     | تلفزيون الكويت - روتانا - وناسة |
| وين تليفونك            | 2016          | ------      | تلفزيون الكويت                  |
| مهرجان فبراير الكويت   | 2017          | ------      | تلفزيون الكويت                  |
| كويت افتر نون          | 2017          | ------      | Ofm                             |

|-
|-برنامج صناديق العمر||2019||رمضان||تلفزيون الراي|-}

### المهرجانات

#### هلا فبراير 2014
كانت المرة الأولى في حياته التي يقف بها على مسرح مهم مثل مسرح مهرجان هلا فبراير حيث قام بتقديم الوصلة الغنائية لسفير الأغنية الخليجية والعربية الفنان عبد الله الرويشد

#### فبراير الكويت 2015
أول مذيع كويتي يقوم بتقديم مهرجان فبراير الكويت وقد برز من خلال تقديمه لأغلب وصلات المهرجان مثل نوال الكويتية، محمد عبده (مغني) ، نجوى كرم، شذى حسون، أيمن الأعتر، آمال ماهر، عبد السلام محمد (ممثل)

##### تكريم نوال الكويتية
في مهرجان فبراير الكويت 2015 طلب من المذيع عبد الرحمن الدين تكريم الفنانة نوال الكويتية على المسرح أمام الجمهور فطلب عبد الرحمن عند دخوله من الجمهور أن يقف احتراماً لعمرها الفني الذي تجاوز الثلاثون عاماً فما أن أنهى طلبه حتى وقف كل الجمهور وقاموا بتحية الفنانة تحية كبيرة، فرحت نوال وجمهورها بهذا التكريم حيث صرحت في لقاء مع المذيع نيشان (إعلامي) ببرنامج تاراتاتا (برنامج) أن هذا كان أفضل تكريم بحياتها
https://youtu.be/kS--F2bkR4o

#### فبراير الكويت 2016
قام بتقديم كل من رابح صقر، بلقيس (مغنية) ، أنغام، وائل جسار، مطرف المطرف

#### فبراير الكويت 2017
قام بتقديم جميع نجوم المهرجان على خشبة مسرح مركز الشيخ جابر الأحمد الثقافي بالكويت حيث قدّم كل من أصيل أبو بكر وعبد الله الرويشد، نوال الكويتية، محمد عبده (مغني) ، أصالة نصري، رابح صقر، أنغام، ماجد المهندس، شيرين عبد الوهاب، نبيل شعيل، راشد الماجد

### التمثيل
بعد تخرجه من الجامعة توجه عبد الرحمن للتمثيل حيث أن المؤلف علي الدوحان كان أول من عرض عليه التمثيل في مسلسل جار القمر (مسلسل) لما يتميز به من موهبة في الغناء حيث أن الدور كان يتطلب وجود شخصية شابة تجيد الغناء وكان ذلك في العام 2013 ثم استمر بالمشاركة في الأعمال التلفزيونية إلى يومنا هذا حتى أصبح مديراَ تنفيذياً لمؤسسة دراما العربية للإنتاج الفني الذي يملكها المخرج مناف عبدال (ممثل) حيث بدأ بالمشاركة في إنتاج الأعمال التلفزيونية وأولها مسلسل تعبت ارضيك
| اسم المسلسل       | أهم الفنانين                                                          | سنة الإنتاج |
| ----------------- | --------------------------------------------------------------------- | ----------- |
| جار القمر (مسلسل) | زهرة عرفات، إلهام الفضالة إبراهيم الزدجالي، شيلاء سبت، يعقوب عبد الله | 2013        |
| وجوه محرمة        | محمد المنصور (ممثل كويتي) تركي اليوسف أميرة محمد                      | 2015        |
| حريم ابوي         | سعاد علي، انتصار الشراح، هيفاء حسين، شيلاء سبت، فهد البناي            | 2016        |
| اللي ماله أول     | سعد الفرج،عبد العزيز المسلم، هيا الشعيبي                              | 2016        |
| تعبت رضيك         | زهرة عرفات، عبد الرحمن العقل، طيف، شيلاء سبت، أحلام حسن، ملاك (ممثلة) | 2017        |

### الغناء
بدأ الغناء عام 2016 بعد إعجاب الجمهور بغناه في مسلسل جار القمر من خلال أغنية نقط التي صورها أيضا على طريقة الفيديو كليب وهي من انتاجه الخاص، الاغنية من كلمات الشاعر الغنائي سعد المسلم والحان فهد الناصر وتوزيع ربيع الصيداوي والكليب من إخراج رمضان خسروه
https://youtu.be/Sp2GzlPDtVs

## الجوائز
- جائزة أفضل ممثل واعد عن دوره بمسلسل جار القمر (مسلسل) من مهرجان المميزون في رمضان 2013
- جائزة أفضل تقديم تلفزيوني لبرنامج منوعات لبرنامج (كافيه شبابي) مهرجان الخليج للإذاعة والتلفزيون في البحرين عام 2014
- جائزة أفضل تقديم إذاعي عم برنامج (دايركت) الإذاعي من مهرجان القاهرة للإذاعة والتلفزيون في مصر عام 2015
- جائزة أفضل ممثل دور ثاني عن دوره بمسلسل تعبت اراضيك (مسلسل) من مهرجان المميزون في رمضان 2017

## وصلات خارجية
- عبد الرحمن الدين على موقع قاعدة بيانات الأفلام العربية